# 无锡外国语学校
31°29′43″N 120°19′28″E / 31.49532°N 120.32442°E
无锡市外国语学校（简称无锡外国语、外国语），是一所以外语为特色的学校。学校由幼儿园、小学部、初中部、高中部、国际部组成，现有390多名教职工，121个班级，5000名学生，5个校区组成。
1998年始办于锡惠之麓，2012年创建太湖新城校区。